# Navachab-Goldbergwerk
Das Navachab-Goldbergwerk (englisch Navachab gold mine) ist ein Goldbergwerk im Tagebau bei Karibib im zentralen Namibia. Es ist das kleinere von zwei Goldbergwerken des Landes.
2020 wurden 1491 Kilogramm Gold gewonnen. Die Produktionsmenge pro Jahr blieb seit 1990 weitestgehend stabil; 2010 erlebte sie mit 2773 Kilogramm ihren Höhepunkt.
Das Gold wurde an diesem Standort im Oktober 1984 im Rahmen einer Prospektion entdeckt. Das Bergwerk begann seine Förderung 1989. Navachab wurde 2014 von AngloGold Ashanti an QKR bzw. dessen Tochter QKR Namibia Mineral Holdings verkauft. Im Oktober 2021 kündigte das Unternehmen einen möglichen Verkauf seiner 92,5 Prozent Anteile an. Die restlichen 7,5 Prozent gehören der staatlichen namibischen Epangelo Mining.